# Friedrich Lohmann (Anwalt)
Friedrich Lohmann (geboren am 22. Dezember 1869 in Hannover; gestorben 1. Januar 1956 in Wuppertal) war ein deutscher Jurist.

## Leben
Lohmann war ein Sohn des Verwaltungsjuristen und deutschen Sozialreformers sowie Wirklichen Geheimrats Theodor Lohmann und dessen Frau Luise (geborene Wyneken, * 1839; verlobt 1858; ⚭ 1862; † 1879), der Tochter eines Amtmanns in Grönenberg, Heinrich Wyneken (1795–1867) und dessen Frau Henriette (geborene Weber, 1807–1890). Er hatte einen älteren Bruder Ernst Heinrich Rudolf Lohmann und eine ältere Schwester Henriette Lohmann (1866–1935).
Er wurde zunächst in einer Privatschule unterrichtet. Nach dem Abschluss im September 1889 des Königlichen Wilhelms-Gymnasiums in Berlin mit der Reifeprüfung, besuchte er historische, geografische und politökonomische Vorlesungen an der Universität Göttingen bei den Professoren Gustav Cohn, Ferdinand Frensdorff, August von Kluckhohn, Gustav Roethe oder Ernst Steindorff und anderen. Im Frühjahr 1901 kehrte er nach Berlin zurück und widmete sich politisch-ökonomischen, philosophischen und historischen Studien. Er besuchte das staatswissenschaftliche Seminar von Gustav von Schmoller und Vorlesungen von Wilhelm Dilthey, Hermann Ebbinghaus, Erich Marcks, Heinrich von Treitschke, Adolph Wagner und anderen Gelehrten an der Königlichen Friedrich-Wilhelms-Universität zu Berlin. Am 12. Juli 1895 legte er dort seine philosophische Doktorprüfung mit einer Abhandlung über  Sébastien Le Prestre de Vauban, dessen Stellung in der Geschichte der Nationalökonomie und seine Reformpläne ab. Von 1895 bis 1896 arbeitete er als wissenschaftlicher Hilfsarbeiter bei der Handelskammer in Hamburg. Anschließend reiste er drei Jahre lang im Auftrag der Berliner Akademie der Wissenschaften zu wirtschaftsgeschichtlichen Forschungen nach Paris, London und kam wieder nach Berlin. Vom 1. September 1899 bis zum 1. Juni 1907 war er als Syndikus an der Handelskammer in Görlitz tätig und wurde später Syndikus der Handelskammer im Industrie-Bezirk Wuppertal-Barmen.

## Familie

Grabstein Bertha und Friedrich Lohmann

Lohmann heiratete Bertha (geborene von Westhoven, * 14. Juli 1871; † 2. November 1943), eine Tochter des Konsistorialpräsidenten a. D. der Provinz Westfalen Karl von Westhoven und dessen Frau Maria Clara Elisabeth Friederika (geborene Ostermann, * 1849).
- Theodora Lohmann, genannt Dore (* 1901), blieb ledig und kinderlos
- Marie-Luise Lohmann (* 20. Januar 1903; † 22. Februar 1989) ⚭ am 7. Juni 1939 mit dem Gutsbesitzer Ernst Arthur Buchsteiner (* 30. Juni 1895, geboren in Gostkovo, Kreis Friedland in Ostpreußen). Das Paar hatte zwei gemeinsame Kinder und zwei Kinder aus der ersten Ehe Buchsteiners mit Margot Johanna Justine (geborene Tornier, * 15. September 1896; † 5. Juni 1938)
- Ernst Lohmann (* 1906), er wurde Jurist und war zuletzt Senatspräsident in Wuppertal, blieb unverheiratet und kinderlos

Lohmann und seine Frau wurden in Wuppertal begraben, das Grab existiert nicht mehr.

## Schriften (Auswahl)
- Vauban, seine Stellung in der Geschichte der Nationalökonomie und sein Reformplan (= Gustav Schmoller (Hrsg.): Staats- und sozialwissenschaftliche Forschungen. Band 13, Heft 4). Duncker & Humblot, Leipzig 1895 (Dissertation, 12. Juli 1895, mit Vita in Latein babel.hathitrust.org).
- Die amtliche Handelsstatistik Englands und Frankreichs im XVIII. Jahrhundert. (= Sitzungsberichte der Königlich Preussischen Akademie der Wissenschaften zu Berlin. LIV.)  Reichsdruckerei, Berlin 22. Dezember 1898, S. 859–892 (Textarchiv – Internet Archive).
- Die staatliche Regelung der englischen Wollindustrie vom XV. bis zum XVIII. Jahrhundert (= Gustav Schmoller (Hrsg.): Staats- und sozialwissenschaftliche Forschungen. Band 18, Heft 1). Duncker & Humblot, Leipzig 1900 (archive.org).
- Die Geschäftsführung bei den Industrie- und Handelskammern und die Ausbildung ihrer wissenschaftlichen Beamten. Reimar Hobbing, Berlin 1930.